# Râul Valea Lungă, Târnava
Râul Valea Lungă este un curs de apă, afluent al râului Târnava Mare. 

## Hărți
- Harta Munții Apuseni
- Harta Județul Alba